# Медник жовточубий
Ме́дник жовточубий (Lichenostomus melanops) — вид горобцеподібних птахів родини медолюбових (Meliphagidae). Ендемік Австралії.

## Опис

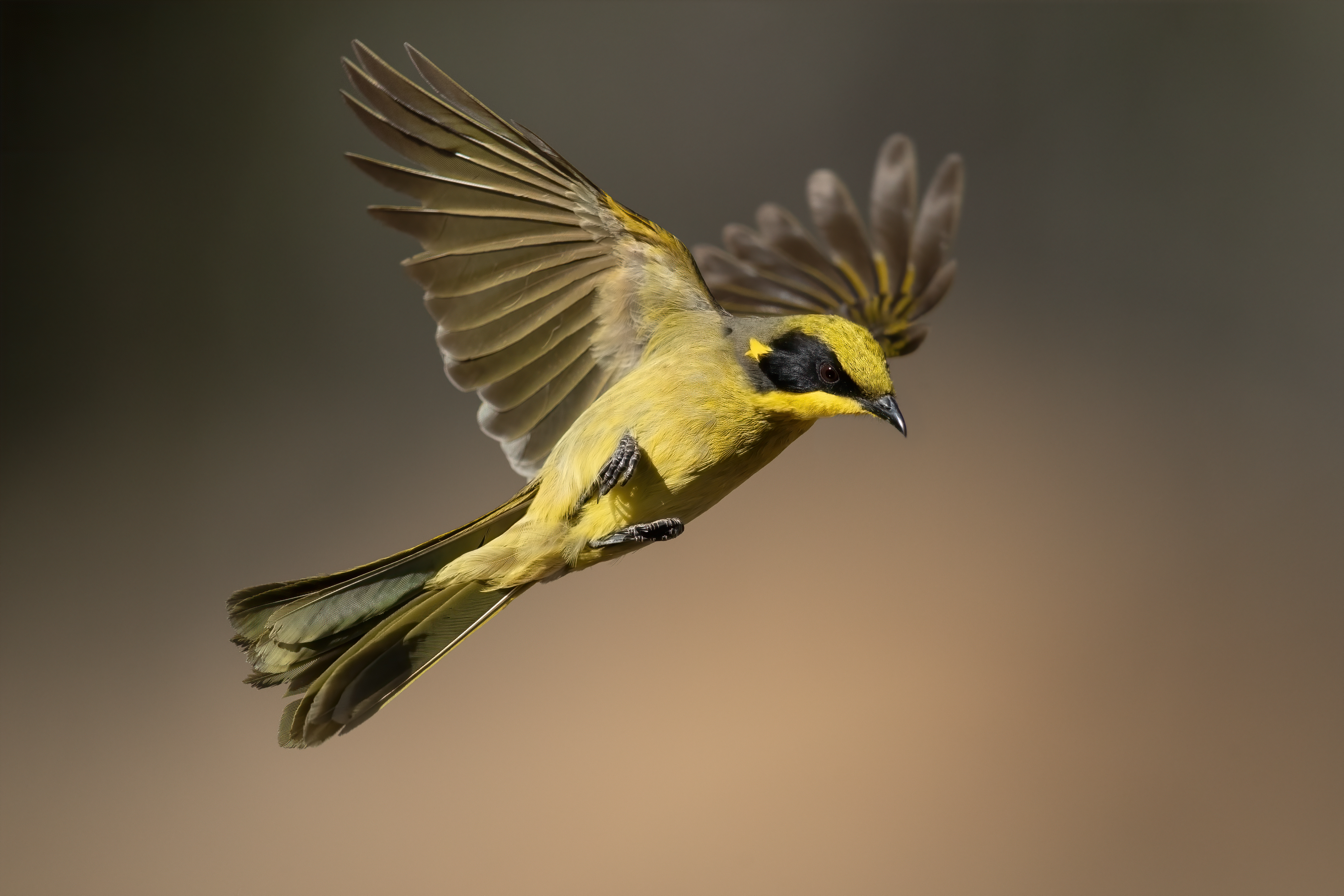
Жовточубий медник (Новий Південний Уельс)

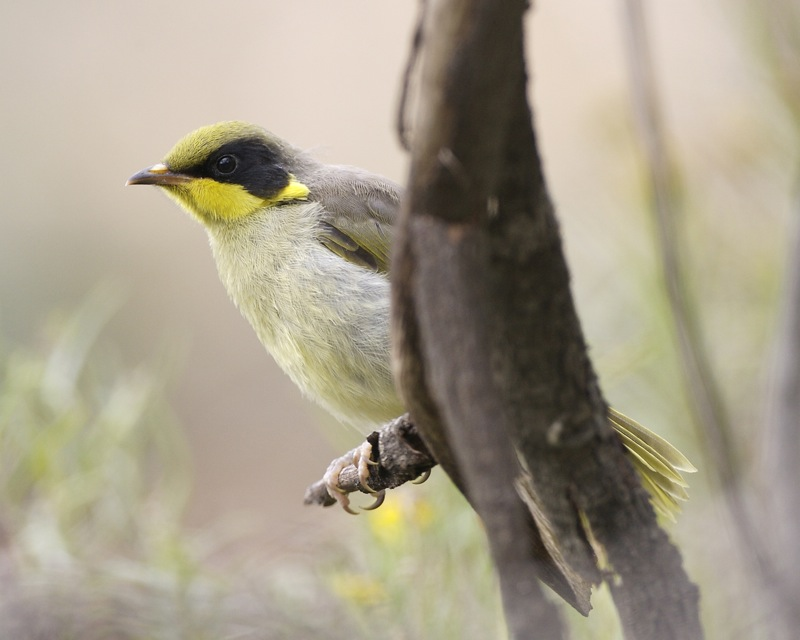
Жовточубий медник

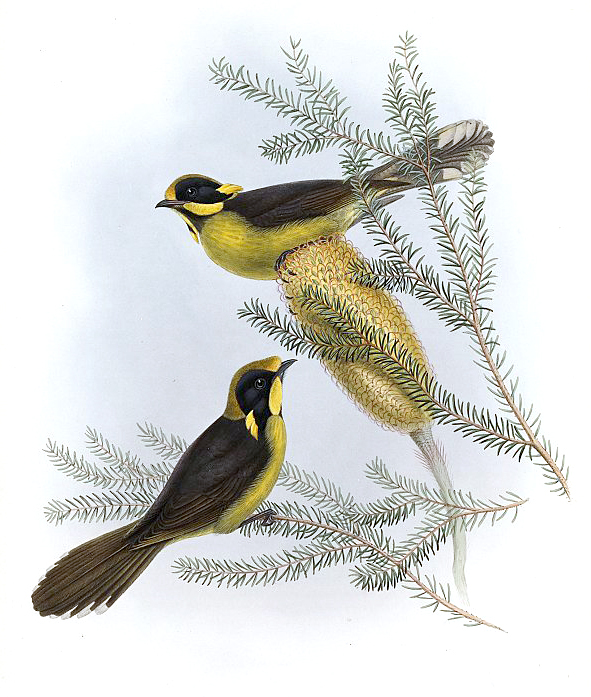
Жовточубі медники (підвид L. m. cassidix)

Довжина птаха становить 17—23 см, вага 14—31 г, самиці дещо менші за самців. Лоб, тім'я і горло яскраво-жовті, на обличчі «чорна» блискуча маска, на скронях яскраво-золоті плями. Верхня частина тіла оливково-зелена, крила і хвіст оливково-коричневі, нижня частина тіла оливково-жовта. Очі карі, дзьоб чорний, лапи сірувато-коричневі.

## Підвиди
Виділяють чотири підвиди:
- L. m. meltoni (Mathews, 1912) — від південно-східної частини Квінсленду до центральної частини Вікторії;
- L. m. melanops (Latham, 1801) — схід Вікторії і узбережжя Нового Південного Уельсу (від Лісмора[en] до затоки Джервіс[en]);
- L. m. gippslandicus (Wakefield, 1958) — центральний і східний Ґіпсленд (центральна і південна Вікторія);
- L. m. cassidix (Gould, 1867) — західний Ґіпсленд.

## Поширення і екологія
Жовточубі медники мешкають на сході й південному сході Австралії. Вони живуть у сухих відкритих склерофітних лісах і рідколіссях, у яких переважають евкаліпти з чагарниковим підліском, а також маллі, Acacia harpophylla і Callitris.
Представники підвиду L. m. cassidix живуть у густих чагарникових заростях на берегах річок, де переважають евкаліпти Eucalyptus camphora з густим підліском з Leptospermum lanigerum, Melaleuca squarrosa, Gahnia, папороті і купинної трави.

## Поведінка
Жовточубі медники — активні, галасливі птахи, які утворюють колонії до кількох сотень птахів. Вони агресивно захищають територію, на якій ростуть квітучі дерева. Ці птахи мають різноманітну вокалізацію, що включає трелі «туї-т-туї-т», посвисти «віт-віт», різкі крики «квірк» і короткі контактні голосові сигнали «уїп» або «чоп-чоп».
Жовточубі медники живляться переважно різноманітними безхребетними — комахами, павуками, іноді також равликами. Також до їх раціону входить падь, нектар і сік евкаліптів, іноді плоди і квітки. Птахи ловлять комах в польоті і шукають на стовбурах дерев.
Сезон розмноження у жовточубих медників триває з липня по березень (переважно з вересня по січень). Гніздо цих птахів має чашоподібну форму, робиться з сухої трави, кори та іншого рослинного матеріалу, скріплюється павутинням та встелюється мохом і пір'ям. Воно підвішується за край в густому чагарнику. В кладці 2-3 рожевуватих яєць, поцяткованих червонуватими або охристими плямками, розміром 23×17 мм. Інкубаційний період триває 14-16 днів, насиджують самиці. За пташенятами доглядають і самиці, і самці, а також їх помічники. Пташенята покидають через 13-15 днів після вилуплення і стають самостійними у віці 6 тижнів. За сезон може вилупитися два виводки. Жовточубі медники іноді стають жертвами гніздового паразитизму віялохвостих кукавок і блідих зозуль та смугастощоких дідриків.

## Збереження
МСОП і австралійський уряд загалом класифікують цей вид як такий, що не потребує особливого захисту зі збереження. Однак підвид L. m. cassidix класифікується Австралією і штатом Вікторія як такий, що перебуває під загрозою зникнення. Це найбільший підвид жовточубого медника, а його популяція нараховує до 170 птахів, що мешкають у заповіднику Єлінґбо, а також у неволі в заповіднику Гілсвілл.